# Gavarda
Gavarda – gmina w Hiszpanii, w prowincji Walencja, we wspólnocie autonomicznej Walencja, o powierzchni 7,83 km². W 2011 roku liczyła 1123 mieszkańców.